# وجبة جاهزة

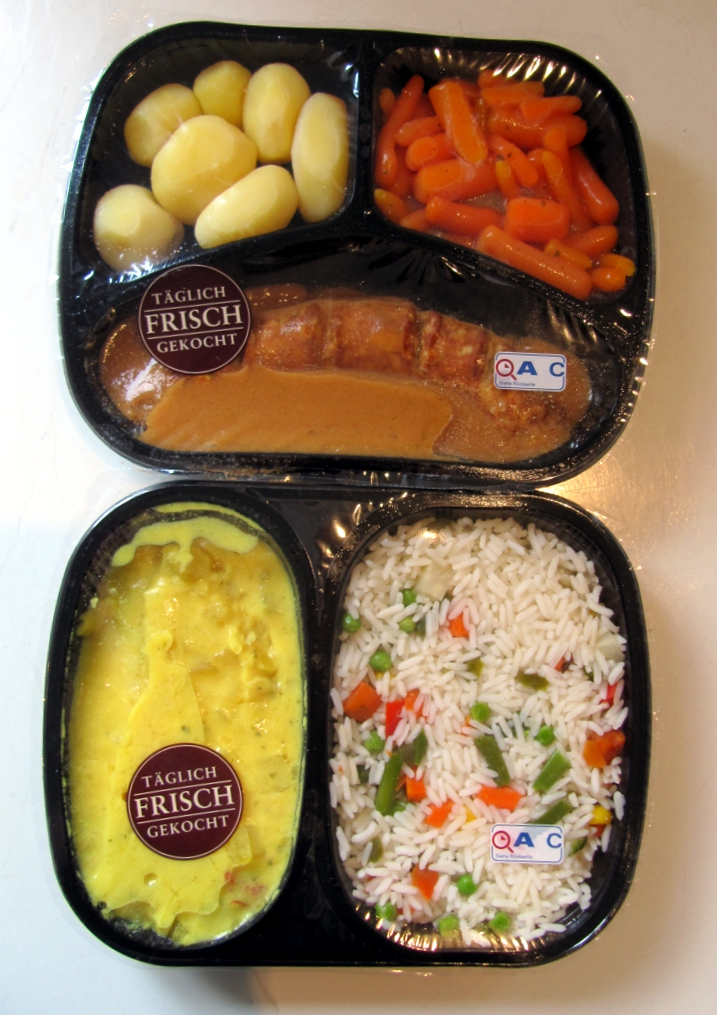
أطباق جاهزة للأكل تباع عادة في المتاجر

الوجبة الجاهزة (أو الطبق الجاهز) هو طعام سهل التحضير والاستهلاك يباع في المتاجر غالباً على شكل طعام مجمد.
تحضَّر المأكولات وتصنّع في المعامل الغذائية ثم تغلَّف وتباع عادة على شكل وجبة لشخص واحد. تتميز الوجبات الجاهزة أنها سهلة التحضير، إذ يتطلب تحضيرها في بعض الأحيان مجرد تسخينها في فرن ميكرويف.
يشيع استهلاك الأطباق الجاهزة في الأسر الأمريكية العاملة، ويطلق عليه هناك اسم "TV dinner".

## اقرأ أيضاً
- وجبة سريعة
- وجبة خفيفة